# Brestyanóc
Brestyanóc (horvátul Bršljanica) falu Horvátországban Belovár-Bilogora megyében.

## Fekvése
Garesnicától 7 km-re nyugatra fekszik, ma két falu: Mala és Velika Bršljanica. Közigazgatásilag Garesnicához tartozik.

## Története
Brestyanóc egykori várát 1317-től említik, amikor Károly Róbert a Kőszegiektől elfoglaltatta és Babonics Jánosnak adta. Ma rom Malá Bršljanicától északnyugatra. A település a trianoni békeszerződésig Belovár-Kőrös vármegye Garesnicai járásához tartozott.